# سانتا كروز دي مارتشينا
بلدية سانتا كروز دي مارتشينا (بالإسبانية: Santa Cruz de Marchena)‏, هي بلدية تقع في مقاطعة المرية. جنوب شرق إسبانيا.

## السكان
يبلغ عدد سكانها 237 نسمة.

## وصلات خارجية
- (بالإسبانية)